# Lucy Griffiths
Lucy Griffiths, född 10 oktober 1986 i Brighton i England, är en brittisk skådespelerska. Hon är känd för rollen som Lady Marion i TV-serien Robin Hood från BBC 2006 och från sin medverkan i TV-serien True Blood.

## Biografi
Född i Brighton 1986, Lucy utbildades på Windlesham School, Dorothy Stringer High School och Varndean College. Hon är en tidigare medlem på National Youth Music Theatre. 
Hon dök först upp på TV:n i Sea Of Souls och senare i Sugar Rush även på teater samma år så dök hon upp i The White Devil. 
I februari 2006 blev det tillkännagivet att hon ska spela en "lättretlig", vacker Lady Marion i BBC's familjedramaserie Robin Hood, tillsammans med Jonas Armstrong. Lucy har sagt att hennes karaktär "har blivit skriven som en intelligent, kvick, bitande karaktär, och det är så jag förväntade henne att vara." 
Under 2009 gjorde hon sin West End debut i en ny uppsättning av Arcadia. Hon gör en roll i kommande ITV dramat U Be Dead. Hon kom tillbaka i sista avsnittet av Robin Hood i tredje och sista säsongen som en förmodad version av Lady Marion i livet efter detta.
Mellan 2012 och 2013 spelade hon vampyren Nora, syster till Alexander Skarsgårds karaktär Eric Northman, i TV-serien True Bloods femte och sjätte säsong, producerad av HBO.

## Filmografi
- 2006 - Sea Of Souls - Rebecca (1 avsnitt)
- 2006 - Sugar Rush - Lettie (1 avsnitt)
- 2006-2008 - Robin Hood - Lady Marion (27 avsnitt)
- 2009 - Collision - Jane Tarrant (5 avsnitt)
- 2009 - U Be Dead - Bethan Ancell
- 2010 - Lewis - Madeleine Escher (1 avsnitt)
- 2012-2013 - True Blood - Nora Gainesborough (två säsonger)
- 2016 - Preacher - Emily Woodrow

## Teater
- 2000 - La bohéme - Barnkören
- 2001 - Otello[förtydliga] - Barnkören
- 2004 - Les Miserables - Éponine
- 2006 - The White Devil - Marcella/Giovanni
- 2009 - Arcadia - Chloe Coverley